# Ablation de l'endomètre
L’ablation de l'endomètre ou endométrectomie est un acte médical consistant en l'ablation ou la destruction de l'endomètre. Cette technique est le plus souvent employée pour les femmes souffrant de saignements excessifs ou prolongés lors de leurs menstruations mais qui ne peuvent ou ne souhaitent subir une hystérectomie. Cette procédure est en principe pratiquée en ambulatoire. Un placenta accreta peut avoir lieu si la patiente devient enceinte après une ablation de l'endomètre, un contraception est donc recommandée. Cependant un saignement menstruel abondant est le plus souvent dû à des saignements utérins anormaux (en) ou à une adénomyose.

## Efficacité
Selon les résultats des essais contrôlés randomisés réalisés pour l'approbation par la FDA des différentes options de traitement, les taux d'efficacité varient d'un maximum de 93 % à un minimum de 67 %, et les taux d'aménorrhée varient d'un maximum de 72 % à un minimum de 22 %.

## Risques
Bien que peu courantes, cette intervention peut avoir de sérieuses complications dont :
- Perforation utérine
- Brûlures de l'utérus (au-delà de l'endomètre)
- Œdème pulmonaire
- Brûlure de l'appareil digestif